# モデーア

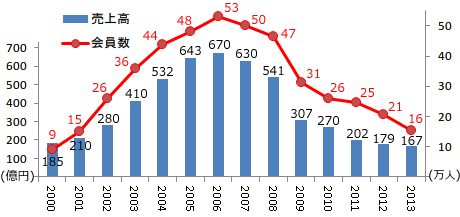
ニューウエイズジャパンの売上高と会員数の推移（日本開業は2001年10月26日）

モデーア（MODERE）は、訪問販売とソーシャルメディアを活用した販売によって、化粧品や健康食品などを販売している企業。
モデーアは世界49カ国（2024年1月現在）で事業展開をしているアメリカ企業のモデーアインク社（Modere, Inc.）とグループ会社の総称である。
2015年4月1日より、ソーシャルリテールと称する新たな流通形態で商品を販売拡大していくため、社名および製品名をニューウエイズ（NEWAYS）から変更した。

## 概要
アメリカ合衆国ユタ州に本社を構え、ヨーロッパ、アジア、オセアニアなど34の国や地域にネットワークを広げており、日本ではモデーアジャパン合同会社が東京都港区に本社オフィスを構えている。
世界中で展開されているダイレクトセリングのうち、「ソーシャルリテール」という販売形態で、人と人の直接的な販売とソーシャルメディアを活用した間接的な販売を併用しながらビジネスを展開している。なお、ダイレクトセリングとは、狭義には訪問販売、広義には訪問販売、通信販売等を含む無店舗販売を指す。

## 創業者・経営者
1987年、トーマス・E・モウワーとレスリー・ディーアン・モウワー元夫妻が、Neways社の前身である"Images and Attitudes"社を創業し共同所有していた。
1992年、社名をNeways社に変更。
2006年10月、投資会社であるゴールデン ゲート キャピタル社（アメリカ合衆国カリフォルニア州サンフランシスコ市）へ所有権を売却した。この売却によって、共同創業者・所有者であったトーマス・E・モウワーと元妻のレスリー・ディーアン・モウワーは、ニューウエイズインク社及びニューウエイズグループとの関係が消滅した。（シズル）
2011年11月、ブルームバーグニュースにより「GGCがニューウエイズの破産を含む選択肢を検討」との見出しで、セカンド・リーン・ローンの約2億3500万ドルが債務不履行に陥ったと報じられた。
2012年1月、債務不履行の問題で、約1億3000万ドルを債務の株式化をして負債総額を圧縮する事で債権者との交渉が成立。これによりSAC Capital Advisors, L.P と Z Capital Partners, LLCが株式の過半数を取得し、取締役会に上記代表が加わった。
2012年9月1日、ニューウエイズジャパンの組織形態を株式会社から合同会社に変更した。
2013年7月、非公開投資会社・Z Capital Partnersが、SAC Capital Advisorsから持ち株を取得した。この結果、Z Capital Partnersがニューウエイズの多数株を占める支配株主となった。
2014年10月1日、ビジネス・デベロップメント＆オポチュニティ統括本部担当の副社長であった大井盛夫がニューウエイズジャパンの社長に就任。
2024年9月1日、ジージャジャパンやフォーライフリサーチジャパンの社長を歴任した狩野元滋（かりの・もとしげ）が社長に就任。

## ビジネスプラン
ニューウエイズビジネスの会員報酬プログラムは、会員が購入する商品価格に各会員に分配される報酬が含まれているが、ニューウエイズビジネスの報酬プログラムでは、会員が1ヶ月に購入する商品毎に付与されているポイントの合計が100ポイントを境に報酬分配計算方法が違うシステムになっている（1ポイント＝130円）。
100ポイント未満はユニレベル方式で計算され、100ポイント以上はブレイクアウェイ方式で計算される二つの報酬計算方法を一体化したもので、ユニレベル方式とブレイクアウェイ方式の互いの利点を生かし欠点を補う報酬プランで、ハイブリッドプランと呼ばれている。
このニューウエイズビジネスで採用しているユニレベル+ブレイクアウェイのハイブリッドプランでは、MLM初心者には初期のハードルが低く報酬を得やすいプランであるとされる。
特に100ポイント以上での分配が行われるブレイクアウェイは、報酬計算対象範囲が大きく広がり高額な報酬が望めるとされる部分であり、自分の報酬対象となる会員が100ポイント以上の商品購入を行っていることが条件である。また、ブレイクアウェイは一定期間（通常は一会計年度期間）の実績で、次の一定期間の報酬対象範囲と報酬率が保証されるものだが、ニューウエイズハイブリッドプランのブレイクアウェイ部分は、一ヶ月毎の実績で該当月のみの報酬対象範囲と報酬率が決められている。

## LIVE CLEANの考え方
モデーアが製品づくりを行う上での考え方。動物実験以外の方法で製品の安全性を確認していること、BPA（ビスフェノールA）をパッケージに含めないことなどを主張するマークを製品パッケージに表記している。
また、自社工場の使用電力はすべて風力発電でまかなっている。
さらに医学、整形外科、美容、獣医学、総合衛生、栄養学などの分野の医師や専門家で構成されている科学諮問委員会（MSAB）がモデーア製品の開発をサポートしている。
このMSABでは原材料の選択、調達、品質管理、最終チェックを実施している。

## 日本市場での事業展開

### プレマーケティングから日本正式開業へ
1996年から商品を個人輸入で購入するプレマーケティングで、日本市場での会員加盟募集を開始する。1999年頃までは、急成長する日本市場からの会員増加にインフラ整備が付いていかず、会員ボーナスの計算違いや、商品の遅配（3～4ヶ月）や誤配、2重注文、クレジットカード精算での2重、3重引き落としなどが続いた。しかし、1999年8月に日本に会員向けのカスタマーセンター（東京都港区田町）が開設され、2001年の日本正式開業時には、それらのトラブルは見かけられなくなった。

### 販売体制とコンプライアンスの強化
2014年10月1日に大井盛夫がニューウエイズジャパンの社長に就任。ビジネス会員だけでなく製品愛用者を増やすことに焦点を当てた新しいビジネスモデルの構築を目指した。ビジネス計画を正確に共有するため、現場で使用できる骨組みや言語に変え、段階的に浸透できる体制を構築。また、新しく発表する製品についても、製品の情報を時間をかけながら共有。伝え方や伝える際の文言などを準備し、コンプライアンスを強化した。

### サービス向上の取り組み
コンプライアンス担当の従業員が定期的に各地の消費生活センターを訪問しコンプライアンスの遵守に万全を期している。

### 個人情報保護への取り組み
2015年12月、日本個人・医療情報管理協会（後のJAPHICマーク認証機構）により適切な個人情報保護体制を整備し運用している事業者として「JAPHICマーク」を認証された。

### ショールーム
2001年日本正式開業時に、聖路加タワー（東京都中央区明石町）にニューウエイズジャパンインク日本支社のショールーム・スクエア東京が開設された。その後、関西（スクエア大阪）、九州（スクエア福岡）、北海道（スクエア札幌）、沖縄（スクエア琉球）地区に順次開設され、2005年8月にはスクエア東京がグランスクエア東京として聖路加タワーから大手町フィナンシャルセンター（東京都千代田区大手町）に移転し、リニューアルオープンした。
2007年8月にはスクエア名古屋がオープンした。
2010年5月、スクエア名古屋・スクエア札幌を閉鎖した。11月、大手町フィナンシャルセンターが東京プライムステージ(大手町1-6計画)による解体のためグランスクエア東京を閉鎖し、紀尾井町へ移転。ドルチェ&ガッバーナ移転の跡店舗にヘルシーホーム紀尾井町をオープンした。現在は閉店している。
グランスクエア/スクエアでは、一般消費者や会員への商品のお試しや販売（一般消費者は仮会員登録が必要）が行われている。また、グランスクエア/スクエアには、説明会会場も併設され、会社主催の商品説明会や、会員主催の新規説明会が開催されている。
2012年6月、ステーション名古屋がオープンした。
2018年6月、東京芝公園に初の路面店「モデーア・ショップ芝公園」がオープンした。
2021年4月には福岡市の天神にモデーア・ショップ福岡がリニューアルオープン。
| 名称                   | 所在地                                                   |
| ---------------------- | -------------------------------------------------------- |
| ヘルシーホーム紀尾井町 | 東京都千代田区紀尾井町4-13 マードレ松田ビル              |
| ステーション名古屋     | 愛知県名古屋市中区丸の内3-14-32 丸の内三丁目ビル1階      |
| スクエア大阪           | 大阪府大阪市北区梅田2-6-20 パシフィックマークス西梅田5階 |
| スクエア福岡           | 福岡県福岡市中央区天神1-3-38 天神121ビル8階              |
| スクエア琉球           | 沖縄県浦添市伊祖2-24-1                                   |

### イベント
Instagramを活用した誰でも参加可能なフォトコンテストを定期的に開催している。

### 会員（ディストリビューター）
ニューウエイズでは、会員をディストリビューターと呼称する。1996年プレマーケティング開始からの日本のディストリビューター数は、登録累計組数でおよそ190万組（2006年12月現在）。
その内、会員としての資格を維持しているアクティブディストリビューター数は、ニューウエイズジャパンインク日本支社から約53万組（2006年8月末現在）と公表され、自主退会やデータ管理料未納による自動退会、内規による処分等で会員資格を失った会員経験者は累計で130万組を超えている。
日本のニューウエイズ会員は、アメリカのニューウエイズインク社と独立事業主の立場となる会員契約を直接締結し、ニューウエイズインク社が用意する会員報酬プログラムにより、会員個人購入実績とグループ購入実績に応じて報酬が支払われる。
ニューウエイズ会員契約には、金銭負担は無く（登録料0円、特定負担などが無い）、日本では20歳以上であれば学生を除いて参加が可能であり、ハードルが非常に低い。ただし、データ管理料として1,890円/年が必要。
ニューウエイズビジネスは、特商法の連鎖販売取引では「あつせんタイプ取引集中型」に分類されるもので、会員は、ニューウエイズインク社との契約で新規会員の勧誘を認められている立場にあり、特商法上の勧誘者に位置付けられる。
特商法では勧誘者に対して、故意に事実を告げないこと（事実不告知）、不実のことを告げること（不実告知）を禁止しており、不実告知を禁止されている一般連鎖販売事業者より重たい責任を持たせている。またニューウエイズは過去にその不実の告知により行政処分を受けている。

### 主な取扱品目、商品価格
各進出国毎に取扱商品アイテムに違いがあり、販売価格も市場経済により各国毎の経済状況により違いがある。化粧品やサプリメント（栄養補助食品）・口腔ケア・ボディケア（ウエイトコントロール）・家庭用洗剤を販売している。また、2021年3月には先端の栄養科学や生物学を活用した製品「アクシス」も販売している。2022年6月には、英国LGC社の「インフォームドスポーツ」の認証を受けた製品を販売開始。
モデーアの代表的製品（2020年時点）
- コラーゲンサイエンス
  - モデーア リキッドバイオセルピュア

- パーソナルケア
  - モデーア セルプルーフ セラム
  - モデーア モイスチャライジングローション
  - モデーア トゥースペースト
  - モデーア マウスリンス
  - モデーア シャンプー
  - モデーア コンディショナー
  - モデーア バブルバス

- ヘルス＆ウェルネス
  - モデーア ミネラルソリューションズ
  - モデーア オメガ3
  - モデーア チョコレート ミールリプレイスメント
  - モデーア リベノール
  - モデーア トリム

- ハウスホールド
  - モデーア ランドリーパウダー
  - モデーア ディッシュ ウォッシュ

1996年に日本市場でプレマーケティングを開始して以来、日本向け商品価格が設定されている。プレマーケティング時は、個人輸入で商品を購入するものでアメリカドル表示であり、送料や関税等購入者負担であったにも拘らず、アメリカ向け価格より高額な日本向け価格が設定され、個人輸入による現地価格で購入できるメリットは存在していなかった。
2001年の正式開業に合わせて価格は日本円表示となったが、日本向け商品のアメリカドル表示から日本円表示の変更は指定レートで計算され、価格の設定に大きな変更はない。その後も、一部商品の値上げがあったが、殆どの商品で価格の変更は行われていない。

### 販売ルート
ニューウエイズ商品の日本での購入は、会員となってニューウエイズジャパンインク日本支社から購入するのが、正規販売ルートである。
モデーアに社名変更してからは、公式サイトでメンバー登録するだけで誰でもオンライン上でモデーア製品を買えるような販売ルートを構築した。
また、iphone、android向けの公式アプリもリリースしている。

更に2018年には「モデーア・ショップ芝公園」をオープンし、モデーアの製品をオフラインでも購入できるようにしている。

### 顧客満足保証制度
会員から商品を購入した一般消費者に対して、ニューウエイズ独自の顧客満足保証制度を用意している。これは、クーリングオフとは別に設けられている制度であり、クーリングオフも利用することが出来る。
- ニューウエイズの顧客満足保証制度は、会員から小売購入した一般消費者が商品を受け取った後30日以内であれば、理由を問わず、商品の使用未使用に係わらず、商品の返品をすることで購入価格全額の払い戻しを受ける制度。
- この制度は会員には適用されないが、会員は一般消費者から返品を受けた商品を、手続きを行うことで同じ商品と交換できる。

### 社会貢献
ミリオンサンクスキャンペーン
モデーアのアメリカ本社が世界的な新型コロナウイルス流行の最中、前線で働く医療従事者や救急救命士に対し、感謝を表するべく開始したキャンペーン。医療従事者や救急救命士に対し、約1億円相当の栄養補助食品を寄付する。モデーアのコアバリューである「思いやり」から生まれた一つの方法であると、CEOのアスマ・イサクは述べている。

カンボジア井戸支援プロジェクト
カンボジアに安全な水を届けるために、2008年4月より井戸支援募金を開始。カンボジア各地に34本の井戸が完成(2012年現在)。
ECOキャップ プロジェクト
ペットボトルキャップを集め、それをリサイクルし、世界の子どもにポリオワクチンを届ける活動の支援を行っていた。

### ジャパンコンベンション
| 年月日             | 名称                                        | 開催地                 | 延べ総数 | ゲスト                                         |
| ------------------ | ------------------------------------------- | ---------------------- | -------- | ---------------------------------------------- |
| 1998年             | キックオフ・ミーティング                    | 東京ベイNKホール       |          |                                                |
| 1999年             | 第1回ジャパンコンベンション                 | 横浜アリーナ           |          |                                                |
| 2000年9月15・16日  | 第2回ジャパンコンベンション                 | 横浜アリーナ           |          | サミュエル・エプスティン                       |
| 2001年10月26・27日 | グランドオープン ジャパンコンベンション2001 | 横浜アリーナ           |          |                                                |
| 2002年             | ジャパンコンベンション2002                  | 神戸ワールド記念ホール |          |                                                |
| 2003年             | ジャパンコンベンション2003                  | マリンメッセ福岡       |          |                                                |
| 2004年             | ジャパンコンベンション2004                  | 横浜アリーナ           |          |                                                |
| 2005年4月2・3日    | ジャパンコンベンション2005                  | 幕張メッセ             | 45,000名 |                                                |
| 2005年10月10日     | セミ アニュアル コンベンション2005          | 神戸ワールド記念ホール | 8,000名  |                                                |
| 2006年4月22・23日  | ジャパンコンベンション2006                  | 福岡Yahoo!JAPANドーム  | 60,000名 |                                                |
| 2006年10月15日     | セミ アニュアル コンベンション2006          | 名古屋レインボーホール | 8,000名  |                                                |
| 2007年4月7・8日    | ジャパンコンベンション2007                  | 幕張メッセ             | 40,000名 | ジェームス・スキナー、サミュエル・エプスティン |
| 2008年4月26・27日  | ジャパンコンベンション2008                  | 東京ドーム             | 60,000名 | マイケル・ジョンソン、ルドルフ・ジュリアーニ   |
| 2009年4月18・19日  | ジャパンコンベンション2009                  | 京セラドーム大阪       | 65,000名 |                                                |
| 2010年4月17日      | ジャパンコンベンション2010                  | 東京ドーム             | 35,000名 |                                                |
| 2011年6月19日      | ジャパンコンベンション2011                  | 横浜アリーナ           | 9,472名  | アル・ゴア                                     |
| 2012年9月17日      | ジャパンコンベンション2012                  | 横浜アリーナ           | 4,702名  | エリン・ブロコビッチ                           |
| 2013年9月28日      | ジャパンコンベンション2013                  | パシフィコ横浜         | 3,577名  | サム・カウソーン                               |
| 2014年9月27日      | ブレークスルーイベント                      | 幕張メッセ             | 3,991名  |                                                |

### 主な受賞歴
2012年
モデーア セルプルーフがフロストアンドサリバン社のパーソナルケア部門ベストコラーゲンペプチド賞を受賞
2015年
モデーア リキッドバイオセルがサプライサイド・ウェスト米国で最優秀ジョイントヘルスサプリメント賞を受賞
2015年
モデーア リキッドバイオセルがNutraingredients誌でリーダーズイングレディエントオブザイヤー賞を受賞
2018年
モデーア トリムがサプライサイド・ウェスト米国で最優秀ウェイトマネジメント製品賞を受賞
2019年
モデーアロジックがMAMA & BABY AWARDSでビューティーショートリスト賞を受賞
2020年
モデーア セルプルーフ エッセンシャルズが“GREEN AND GORGEOUS” ピュアビューティー誌でエディターズチョイス賞を受賞
2020年
モデーアのCEOであるアスマ・イサクがNutraingredients誌でリーダーシップインザコラーゲンインダストリーNUTRACHAMPIONを受賞
2020年
モデーア セルプルーフがビューティーショートリストアワード2020を受賞
2020年
モデーアが「急成長の女性リーダー企業50社ランキング」で第3位に選出。コロナウイルスの流行において、従業員を在宅勤務させるという取り組みが取り上げられた。
2021年
製品のセルプルーフ アイクリームが450以上のエントリーの中から2021クリーンビューティーアワードのアイケア部門で1位を獲得。なお、クリーンビューティーアワードとはパーソナルケアにおいて使用成分の安全性を認定する米国の団体「サートクリーン」が主催するアワードのこと。
2021年10月
The Women Presidents’ Organization(WPO)およびJPモルガン・チェイスにおいて2021年度最も成長の速い女性が率いる企業50社のうち、トップに指定された。

## 社名変更前の出来事
リコール（商品回収）
1993年
医師の処方が無ければ販売できない医薬品成分である強力な利尿剤のフロセミドを含有したダイエットサプリメント（Quickly：クイックリー）を販売し、FDA（アメリカ食品医薬品局）よりリコール命令を受けた。
2003年4月
FDAは、ニューウエイズインク社が販売しているマスカラの一部が有害なバクテリア（緑膿菌）に汚染されているとして購入及び使用を中止するように消費者へ警告した。
商品は創業者の名を冠した、レスリーディーアン・コスメティックシリーズの「ジェット・ブラック・マスカラ」。ニューウエイズインク社はFDAに報告しリコールの届出を行い、自主的に当該商品の回収を行っていた。当該商品の使用による消費者被害の届けは、ニューウエイズインク社にはなかった。同商品は、日本でも正式発売されていたが、日本に輸入された商品は回収対象ロットが含まれていないことから日本では商品回収作業は行っていない 。
2003年8月
ニューウエイズ商品輸入元であるニューウエイズジャパン社は、化粧品の表示不備によるリコールを厚生労働省に届け出て業界のガイドラインに基づく商品の自主回収を行った。
2009年8月
厚生労働省による輸入時検査で、ニューウエイズのサプリメント（Feelin Good：フィーリングッド）から基準値の4倍を超える42ppmのシアン化合物が検出され、食品衛生法違反となり、廃棄、積み戻し等の指示を受けた。原因は「製造者の品質管理不足によるもの」と記載。
ストックオプションと製品の購入
ニューウエイズを元トップ会員が損害賠償求め提訴 「ストックオプション問題」が訴訟に発展
2010年、ニューウエイズジャパンの元会員2人が6月4日、「ニューウエイズのストック・オプションは証券詐欺にあたる」などとして、ニューウエイズジャパンやオーナーの投資会社ゴールデンゲートキャピタルなどに対し、総額3億円の損害賠償請求を横浜地裁に起こした。ニューウエイズの「株式上場すれば数倍の価値になる」というトークをエサに、他人名義で製品を購入したり、製品の買い込みを強要させられた会員が多数いるという。
米国における刑事裁判
医師の処方箋が必要なヒト成長ホルモンを含むサプリメントを販売し有罪
2003年10月、FDAより調査を受けていたニューウエイズインク社は、医師の処方が無ければ販売できないヒト成長ホルモン(HGH)を含んでいる商品（BioGevity：バイオジュビティ）を医薬品の許可を得ずに販売したことを認め『有罪』となり司法取引で50万ドルの罰金を支払った、またBioGevityの違法販売で得た利益 125万ドルを没収された。ヒト成長ホルモンの摂取は、顔面の異常肥大などの副作用が起こる可能性があると言う。
創業者の脱税事件
2004年、米国において共同創業者であるトーマス・E・モウワーとレスリー・ディーアン・モウワーの元夫妻は、2002年に社会保障番号を悪用し海外販売の300万ドル以上の収入を脱税した容疑と、内国歳入庁 (IRS)の調査を誤魔化して100万ドル以上を隠すことを試みた容疑で、IRSより連邦裁判所に起訴された。2005年3月に連邦裁判所陪審員より有罪判決を受け、2006年9月に刑が確定した。トーマスは2007年1月8日から懲役33ヶ月と3年間の保護観察に加え、7万5千ドルの罰金、レスリーは懲役27ヶ月と3年間の保護観察に加え、6万ドルの罰金を言い渡した。またニューウエイズ社の元顧問弁護士ジェイムス・トンプソンは、懲役25ヶ月と2年間の保護観察が課せられた。
現在は前述の通り、両名とニューウエイズ社との関係性は解消されている。

## 社名変更前の沿革
2007年9月
経済産業省の消費経済対策課がニューウエイズジャパンを立ち入り検査し行政指導を行った。
2008年2月20日
経済産業省は特定商取引法への違反行為があったとして、ニューウエイズジャパンに同法の規定に基づき3カ月間の業務停止命令を出した。
同省が前年9月に立ち入り検査したが、その後も苦情が減らなかったため処分に踏み切った。全国の消費生活センターには「症状が治らない」などの苦情が約3年間で3千件以上、寄せられていた。
2012年2月
ニューウエイズジャパン株式会社本社を東京都港区へ移転。
2012年9月
ニューウエイズジャパン合同会社へ社名変更。
2013年7月
公益社団法人日本訪問販売協会の入会承認を受ける。
2015年4月1日
社名および製品名をモデーア（MODERE）に変更（正式社名はモデーアジャパン合同会社）。
2015年12月15日
製品ラベルを変更し、モデーア製品としてModereにラベルを統一。